# Fingal (Dakota Północna)
Fingal – miasto w Stanach Zjednoczonych, w stanie Dakota Północna, w hrabstwie Barnes.